# 巴利尼库尔
巴利尼库尔（法語：Balignicourt，法語發音：[baliɲikuʁ]）是法国奥布省的一个市镇，位于该省东部，属于奥布河畔巴尔区。

## 地理
巴利尼库尔（48°30'57"N, 4°27'39"E）面积13.06 平方千米，位于法国大東部大區奥布省，该省份为法国中北部省份，北起马恩省，西接塞纳-马恩省，西南至约讷省，东南至科多尔省，东临上马恩省。
与巴利尼库尔接壤的市镇（或旧市镇、城区）包括：布罗、当皮埃尔、多讷芒、帕尔莱沙旺日、圣莱热苏马尔热里、科尔贝伊、圣于坦。

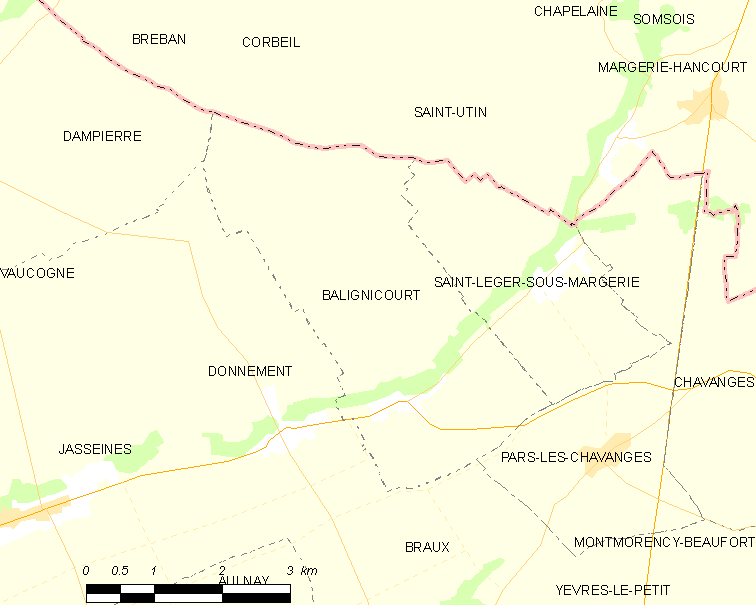
巴利尼库尔的OSM定位图

巴利尼库尔的时区为UTC+01:00、UTC+02:00（夏令时）。

## 行政
巴利尼库尔的邮政编码为10330，INSEE市镇编码为10027。

## 政治
巴利尼库尔所属的省级选区为布列讷堡县。

## 人口

1962-2008年间巴利尼库尔人口变化图示

巴利尼库尔于2022年1月1日时的人口数量为57人。